# 张家塬镇
张家塬镇，是中华人民共和国陕西省宝鸡市千阳县下辖的一个乡镇级行政单位。

## 行政区划
张家塬镇下辖以下地区：
观明村、晖川村、双庙塬村、柳家塬村、寺坡村、尚家堡村、南湾岭村、柳王庙村、老庄沟村、王家庄村、白善坊村、新文村、北坡村、七一村、景家寨村、宝丰村和曹家塬村。